# Will You Love Me Tomorrow
| Оценки критиков | Оценки критиков |
| Источник        | Оценка          |
| --------------- | --------------- |
| AllMusic        | Без оценки      |

«Will You Love Me Tomorrow» (также «Will You Still Love Me Tomorrow») — песня, написанная Джерри Гоффином и Кэрол Кинг. Первым издавшим её исполнителем была гёрл-группа The Shirelles. Группа записала и выпустила эту песню как сингл в 1960 году.
В США песня поднялась на 1 место чарта Billboard Hot 100. Это была первая песня чисто женской группы, поднявшаяся в этой стране на 1 место.
В 1999 году оригинальный сингл группы Shirelles с этой песней (вышедший в 1960 году на лейбле Scepter Records) был принят в Зал славы премии «Грэмми».
Кроме того, в 2004 году журнал Rolling Stone поместил песню «Will You Love Me Tomorrow» в исполнении группы Shirelles на 125 место своего списка «500 величайших песен всех времён». В списке 2011 года песня находится на 126 месте.
Кроме тoго, песня «Will You Love Me Tomorrow» в исполнении группы The Shirelles вместе с ещё одной их песней, «Tonight’s the Night», входит в составленный Залом славы рок-н-ролла список 500 Songs That Shaped Rock and Roll.